# BWF World Tour
Le BWF World Tour désigne le circuit professionnel principal des tournois internationaux de la Fédération mondiale de badminton (BWF). Il a été annoncé le 19 mars 2017 et est entré en vigueur le 1er janvier 2018 dans le but de remplacer les tournois BWF Super Series et BWF Grand Prix.
Ce nouveau circuit est divisé en 5 niveaux de tournois de grade 2 : les World Tour Finals, les Super 1000, les Super 750, les Super 500 et les Super 300 ; les tournois de catégorie Super 100 constituent le BWF Tour et n'en font donc plus directement partie, mais permettent également de gagner des points de classement pour le BWF World Tour.

## Caractéristiques

### Dotation et primes

#### Dotation globale
Le tableau suivant indique l'évolution de la dotation globale minimale que doivent offrir les tournois en fonction de leur grade. En raison de la pandémie de Covid-19 qui a fortement perturbé le calendrier des saisons 2020 à 2022, les dotations minimales ont été revues à la baisse pour les saisons 2021 et 2022 avant d'être réévaluées pour le cycle 2023-2026.
| AnnéeGrade        | 2018        | 2019        | 2020        | 2021        | 2022        | 2023        | 2024        | 2025        | 2026        |
| ----------------- | ----------- | ----------- | ----------- | ----------- | ----------- | ----------- | ----------- | ----------- | ----------- |
| World Tour Finals | 1 500 000 $ | 1 500 000 $ | 1 500 000 $ | 1 500 000 $ | 1 500 000 $ | 2 500 000 $ | 2 500 000 $ | 3 000 000 $ | 3 500 000 $ |
| Super 1000        | 1 000 000 $ | 1 000 000 $ | 1 100 000 $ | 850 000 $   | 1 000 000 $ | 1 250 000 $ | 1 300 000 $ | 1 450 000 $ | 1 450 000 $ |
| Super 750         | 700 000 $   | 700 000 $   | 750 000 $   | 600 000 $   | 700 000 $   | 850 000 $   | 850 000 $   | 950 000 $   | 950 000 $   |
| Super 500         | 350 000 $   | 350 000 $   | 400 000 $   | 320 000 $   | 350 000 $   | 420 000 $   | 420 000 $   | 475 000 $   | 500 000 $   |
| Super 300         | 150 000 $   | 150 000 $   | 170 000 $   | 140 000 $   | 150 000 $   | 210 000 $   | 210 000 $   | 240 000 $   | 250 000 $   |
| Super 100         | 75 000 $    | 75 000 $    | 90 000 $    | 75 000 $    | 75 000 $    | 100 000 $   | 100 000 $   | 120 000 $   | 120 000 $   |

#### Répartition des primes
La dotation est distribuée aux joueurs (en individuel ou par paire en double) selon la formule suivante :
{\displaystyle Dotation\ globale\ \times {\frac {Pourcentage}{100}}}
| Résultat     | Simple hommes | Simple dames | Double hommes | Double dames | Double mixte |
| ------------ | ------------- | ------------ | ------------- | ------------ | ------------ |
| Victoire     | 8 %           | 8 %          | 8,4 %         | 8,4 %        | 8,4 %        |
| Finale       | 4 %           | 4 %          | 4 %           | 4 %          | 4 %          |
| Demi-finale  | 2 %           | 2 %          | 2 %           | 2 %          | 2 %          |
| 3e de groupe | 1,1 %         | 1,1 %        | 1,3 %         | 1,3 %        | 1,3 %        |
| 4e de groupe | 0,6 %         | 0,6 %        | 0,7 %         | 0,7 %        | 0,7 %        |

| Résultat         | Simple hommes | Simple dames | Double hommes | Double dames | Double mixte |
| ---------------- | ------------- | ------------ | ------------- | ------------ | ------------ |
| Victoire         | 7 %           | 7 %          | 7,4 %         | 7,4 %        | 7,4 %        |
| Finale           | 3,4 %         | 3,4 %        | 3,5 %         | 3,5 %        | 3,5 %        |
| Demi-finale      | 1,4 %         | 1,4 %        | 1,4 %         | 1,4 %        | 1,4 %        |
| Quart de finale  | 0,55 %        | 0,55 %       | 0,625 %       | 0,625 %      | 0,625 %      |
| 2e tour (1/8e)   | 0,3 %         | 0,3 %        | 0,325 %       | 0,325 %      | 0,325 %      |
| 1er tour (1/16e) | 0,1 %         | 0,1 %        | 0,1 %         | 0,1 %        | 0,1 %        |

| Résultat           | Simple hommes | Simple dames | Double hommes | Double dames | Double mixte |
| ------------------ | ------------- | ------------ | ------------- | ------------ | ------------ |
| Victoire           | 7,5 %         | 7,5 %        | 7,9 %         | 7,9 %        | 7,9 %        |
| Finale             | 3,8 %         | 3,8 %        | 3,8 %         | 3,8 %        | 3,8 %        |
| Demi-finale        | 1,45 %        | 1,45 %       | 1,4 %         | 1,4 %        | 1,4 %        |
| Quart de finale    | 0,6 %         | 0,6 %        | 0,725 %       | 0,725 %      | 0,725 %      |
| Huitième de finale | 0,35 %        | 0,35 %       | 0,375 %       | 0,375 %      | 0,375 %      |

### Points
La Fédération mondiale de badminton a également mis en place un nouveau classement mondial en 2018 qui reprend grandement l'ancien système de classement. Les points sont calculés sur la base des résultats atteints par un joueur ou une paire, y compris lors des qualifications, au cours des 52 semaines précédentes. Si un joueur ou une paire a participé à moins de 10 tournois sur les 52 semaines, le classement est élaboré par l'addition des points gagnés dans tous les tournois disputés. Si un joueur ou une paire a participé à plus de 10 tournois, seuls ses 10 meilleurs résultats obtenus au cours de la période de 52 semaines sont pris en compte.
Ce système permet également de déterminer les joueurs qui pourront participer au World Tour Finals, dit classement « Race », à la différence près que seuls sont comptabilisés les résultats obtenus dans les tournois du World Tour de l'année en cours (à partir du 1er janvier).
Le tableau ci-dessous donne le nombre de points attribués à un joueur ou à une paire en fonction de son parcours dans un tournoi :
| RésultatGrade                   | Victoire | Finale | Demi-finale            | Quart de finale | 1/8e  | 1/16e | 1/32e | 1/64e |
| ------------------------------- | -------- | ------ | ---------------------- | --------------- | ----- | ----- | ----- | ----- |
| Grade 1 : compétitions majeures |          |        |                        |                 |       |       |       |       |
| Championnats du monde           | 13 000   | 11 000 | 9 200                  | 7 200           | 5 200 | 3 200 | 1 300 | 650   |
| Jeux olympiques                 | 13 000   | 11 000 | 10 100 (3e) 9 200 (4e) | 7 200           | 5 200 | 3 200 | 1 300 | 650   |
| Grade 2 : BWF World Tour        |          |        |                        |                 |       |       |       |       |
| World Tour Finals (niv.1)       | 12 000   | 10 200 | 8 400                  | 6 600           | 4 800 | 3 000 | 1 200 | 600   |
| Super 1000 (niv.2)              | 12 000   | 10 200 | 8 400                  | 6 600           | 4 800 | 3 000 | 1 200 | 600   |
| Super 750 (niv.3)               | 11 000   | 9 350  | 7 700                  | 6 050           | 4 320 | 2 660 | 1060  | 520   |
| Super 500 (niv.4)               | 9 200    | 7 800  | 6 420                  | 5 040           | 3 600 | 2 220 | 880   | 430   |
| Super 300 (niv.5)               | 7 000    | 5 950  | 4 900                  | 3 850           | 2 750 | 1 670 | 660   | 320   |
| Super 100 (niv.6)               | 5 500    | 4 680  | 3 850                  | 3 030           | 2 110 | 1 290 | 510   | 240   |
| Grade 3 : autres compétitions   |          |        |                        |                 |       |       |       |       |
| International Challenge         | 4 000    | 3 400  | 2 800                  | 2 200           | 1 520 | 920   | 360   | 170   |

À partir du 22 avril 2024 (semaine 17), le système de points des tournois de grades 1 et 2 (jusqu'au niveau 2) est réévalué selon la grille suivante. Les autres niveaux ne sont pas modifiés.
À noter que les Championnats individuels continentaux apportent également des points au classement mondial, mais pas à la « Race » selon le barème d'équivalence suivant :
- les Championnats d'Asie sont équivalents à un tournoi de niveau 2 (Super 1000) ;
- les Championnats d'Europe sont assimilés à un tournoi de niveau 4 (Super 500) ;
- les Championnats panaméricains sont équivalents à un tournoi de niveau 5 (Super 300) ;
- les Championnats d'Océanie et d'Afrique sont assimilés à des tournois de catégorie International Challenge.

## Tournois
Les pays qui accueillent les tournois du BWF World Tour sont renouvelés tous les quatre ans.
Pour conclure chaque saison du BWF World Tour, les huit meilleur(e)s joueurs et joueuses de simple et les huit meilleures paires de double du classement BWF World Tour de chaque discipline peuvent participer au BWF World Tour Finals.

### Structure 2018-2021
Pour la période 2018-2021, le circuit, sponsorisé par HSBC, se compose des tournois suivants :
- le BWF World Tour Finals ;
- 3 tournois Super 1000 : Angleterre, Chine et Indonésie ;
- 5 tournois Super 750 : Chine, Danemark, France, Japon et Malaisie ;
- 7 tournois Super 500 : Corée du Sud, Hong Kong, Inde, Indonésie, Malaisie, Singapour et Thaïlande ;
- 11 tournois Super 300 : Australie, Allemagne, Corée du Sud, Espagne, Inde, Macao, Nouvelle-Zélande, Suisse, Taïwan, Thaïlande et États-Unis.
- les tournois Super 100 : leur nombre et leur attribution est décidé par la BWF chaque année.

Cette structure est fortement modifiée au gré des nombreuses annulations lors des saisons 2020 et 2021 à cause de la pandémie de Covid-19, surtout pour les tournois asiatiques. Elle est conservée et reconduite d'un an supplémentaire pour la saison 2022.

### Structure 2023-2026
Pour le cycle suivant commençant en 2023, le circuit, toujours sponsorisé par HSBC, voit le nombre d'épreuves passer de 27 à 31 avec quelques promotions,. Il se compose des tournois suivants :
- le BWF World Tour Finals ;
- 4 tournois Super 1000 : Angleterre, Chine, Indonésie et Malaisie ;
- 6 tournois Super 750 : Chine, Danemark, France, Inde, Japon et Singapour ;
- 9 tournois Super 500 : Australie, Canada, Corée du Sud, Finlande, Hong Kong, Indonésie, Japon, Malaisie et Thaïlande ;
- 11 tournois Super 300 : Allemagne, Corée du Sud, Espagne, Syed Modi (Inde), Suisse, Taïwan, Thaïlande, Macao, États-Unis, Orléans (France) et Sarrebruck (Allemagne).
- les tournois Super 100 : leur nombre et leur attribution est décidé par la BWF chaque année.

L'Open de Nouvelle-Zélande, qui avait conservé son statut de Super 300, est retiré du calendrier avant la première édition du cycle. Il est remplacé à partir de 2024 par l'Open de Macao,.